# EZ DO DANCE
「EZ DO DANCE」（イージー・ドゥ・ダンス）は、trfの2枚目のシングル。1993年6月21日にavex traxから発売された。

## 音楽性
ブリストル・マイヤーズ スクイブ（現・ファイントゥデイ）『シーブリーズ '93』CMソング（TRFメンバーが出演）。
デモテープを聞かされた際、SAMを始めとするダンサーは「こんなBPMの速い曲で踊るのは無理です」と話していた。
歌詞のテーマは小室曰く「当時日陰の存在だったダンサーへのエール」である。小室は一般性と最先端を両立させるための構造としてまず『EZ DO DANCE』という意味はないが語感の良い単語の羅列を作り、サビはJ-POPでよく使われるコードを使った。しかし、イントロからサビ前はジュリアナ東京風ダンス・ミュージックのコードを使用している。数個のコードしか作っていないが別個の特徴を持たせた。「もし同じコード進行だと扱いが難しくなっていただろう」「『EZ DO DANCE』のコード進行を真似すると、どの曲も『EZ DO DANCE』に聞こえてしまう。それ程のオリジナリティがある」と話している。
小室が同曲を制作する際、「リズム主導で、ボーカルも楽器として引いた目で見ていた。カラオケ好きの人の心をあまりそそらないかも」「当時のヒット曲が『いきなりイントロからあらゆる音が鳴ってる』傾向へのささやかな抵抗として、トラック数を減らした」「『メンバーをカラオケ映像に出したい』とプロデューサーとして提案した。それが認められた時『初めて自分のやりたいような制作とプロモーションができた』と霧が晴れた思いで、プロデューサーとして深い自信になった」「当時ブームだった“カラオケ”と“お酒を飲んだ後のほろ酔い”と意識して制作した」と語っている。
ラップパートはDJ KOOの作詞であり、レコーディングの際に急遽その場で書き殴った（作詞した）ものだったため公式の歌詞が存在していなかったが、自身のYouTubeチャンネルで、ネットで出回っていた非公式のラップパート歌詞を自ら確認の上、正式に公式（本人曰く、KOO式）として認定した。
アルバム『EZ DO DANCE』に収録された際には左右のステレオ・ピクチャーの反転が行われている。また同アルバム収録の「UK DANCE VERSION」では歌詞が英語に書き換えられ、DJ KOOのラップパートも併せて再録されている。
香港・台湾向けに発売された日本未発売盤『EZ DO DANCE '96』には、フェイ・ウォンなどの作曲を手掛けたC.Y. Kong（江志仁）によるリミックス「Full Length Verison」が収録されている（同じく日本未発売盤である『BILLIONAIRE '96』にも「'96 POP MIX」として収録）。

## プロモーション
ディスコでは『HYPER TECHNO MIX II』収録の「EZ DO DANCE (EXTENDED VERSION)」、テレビ・ラジオではオリジナルとなる本作収録の「EZ DO DANCE (7" MIX)」を流して、相乗効果を狙った。

## ミュージック・ビデオ
ミュージック・ビデオ（MV）の監督は武藤眞志。それまでファッション広告の映像制作を主に手掛けてきた武藤にとって、本作がMV監督としてのデビュー作となる。武藤は本作以降数々の小室プロデュース作品・avex作品のMVを手掛けることとなる。
制作にあたっては予算が少なかったため、策として「衣装は全て109で賄う」「YU-KI以外のメンバーは全員シルエットで出演」という二つのルールを徹底した。ただし、ETSUとCHIHARUのみ短時間だがYU-KIと共に姿を見せている。
DJ KOOに至っては「どのパートに出演したか覚えていない」と語ったが、2021年2月6日配信の自らのYouTubeチャンネルの動画『【TRF】ベールに包まれていた「EZ DO DANCE」のラップの歌詞 ついに公式大発表!』でSAMと共にMVに出演していないことを公言した。

## 逸話
本作はglobeのKEIKOが、globeのボーカルを決めるオーディションに出場した時の課題曲であった。MCから呼びこまれたKEIKOは観衆のエールに応えていたところ誤ってステージ上から落下したが、何事もなかったかのようにすぐにステージに這い上がり最後まで歌い上げた。2006年のTRFのアルバム『Lif-e-Motions』には、KEIKOが英詞でカバーした「EZ DO DANCE -meets KEIKO-」が収録された。

## 記録
オリコンチャート最高位は15位だったが、BEST100に約1年間ランクインするという異例のロングセラーとなり、最終的には約79万枚のセールスを記録した。
チャート成績や売上面では後発のヒット作には及ばないが、公式のYouTubeチャンネルが公開している本作のMVの総視聴回数は同チャンネル最多となる3,118万回を記録しており（2025年5月時点）、ユニットの代表曲となっている。
1993年末に開催された第35回日本レコード大賞で「ミュージックビデオ賞」を受賞した。

## 批評
伴都美子は「友達の家で聴いて、それまで聴いていたものとは全く違う、『音楽を聴いてテンションが上がる感覚』という経験を初めて味わいました」と当時の衝撃を語っている。

## 再発売
2006年11月29日に12cmシングル廉価版として再発売。2023年3月22日には、小室哲哉がリアレンジを手掛けた「EZ DO DANCE -Version. 2023-」が配信リリースされた。

## 収録曲
| 全作曲・編曲: 小室哲哉。 |                                    |                    |            |      |
| #                        | タイトル                           | 作詞               | 作曲・編曲 | 時間 |
| 1.                       | 「EZ DO DANCE (7" MIX)」           | 小室哲哉           | 小室哲哉   | 4:27 |
| 2.                       | 「EZ DO DANCE (INSTRUMENTAL MIX)」 |                    | 小室哲哉   | 4:27 |
| 3.                       | 「DO WHAT YOU WANT」               | 小室哲哉・SUZI KIM | 小室哲哉   | 4:40 |
| 合計時間:                | 合計時間:                          | 合計時間:          | 13:34      |      |

備考
- 「DO WHAT YOU WANT」は、1stアルバム『trf 〜THIS IS THE TRUTH〜』からのシングル・カット。

## クレジット
- Produced : 小室哲哉
- Mixed : Pete Hammond & Steve Hammond

EZ DO DANCE
- Vocals : YU-KI
- Raps : KOO

DO WHAT YOU WANT
- Vocals : CHIHARU, ETSUKO, IZUMI, SUZI KIM

## 収録アルバム
EZ DO DANCE
- 『EZ DO DANCE』
- 『WORKS -THE BEST OF TRF-』
- 『TRF 15th Anniversary BEST -MEMORIES-』
- 『TRF 20TH Anniversary COMPLETE SINGLE BEST』
- 『BEST SINGLE Collection × EZ DO DANCERCIZE』

DO WHAT YOU WANT
- 『trf 〜THIS IS THE TRUTH〜』

## Prizmmy☆によるカバー
Prizmmy☆の「EZ DO DANCE」は、7枚目のシングルとして、2013年5月22日にavex entertainmentから発売された。

### 収録曲
| 全編曲: Michitomo。 |                                  |            |           |       |
| #                   | タイトル                         | 作詞       | 作曲      | 時間  |
| 1.                  | 「EZ DO DANCE」                  | 小室哲哉   | 小室哲哉  | 4:20  |
| 2.                  | 「パーリィー☆パーリィー」        | 田形美喜子 | 大場康司  | 4:41  |
| 3.                  | 「EZ DO DANCE」(inst.)           |            |           | 4:17  |
| 4.                  | 「パーリィー☆パーリィー」(inst.) |            |           | 4:40  |
| 合計時間:           | 合計時間:                        | 合計時間:  | 合計時間: | 17:58 |

| #  | タイトル                               | 作詞 | 作曲・編曲 |
| -- | -------------------------------------- | ---- | ---------- |
| 1. | 「EZ DO DANCE」(ミュージッククリップ)  |      |            |
| 2. | 「EZ DO DANCE」(ダンスマスターver.)    |      |            |
| 3. | 「Prizmmy☆ Let's!Dance!EZ DO DANCE!!」 |      |            |

### タイアップ
| # | 曲名            | タイアップ                                                                 | 出典 |
| - | --------------- | -------------------------------------------------------------------------- | ---- |
| 1 | 「EZ DO DANCE」 | テレビ東京系アニメ『プリティーリズム・レインボーライブ』オープニングテーマ |      |

## その他のカバー
| アーティスト                                                                                 | 発売日         | 収録作品                                                                                   | 備考 |
| -------------------------------------------------------------------------------------------- | -------------- | ------------------------------------------------------------------------------------------ | --- |
| BLOOD STAIN CHILD                                                                            | 2007年7月18日  | 『MOZAIQ』                                                                                 | 日本盤ボーナストラック |
| Saori@destiny                                                                                | 2009年3月18日  | 『WOW WAR TECHNO』                                                                         | |
| Dream5                                                                                       | 2012年5月2日   | 『I★my★me★mine/EZ DO DANCE』                                                               | |
| 髙橋麻里（Dorothy Little Happy）                                                             | 2012年8月22日  | 『東京女子カフェ #1 a-bossa』                                                              | ボサノヴァ・アレンジ |
| アイドリング!!!                                                                              | 2012年12月19日 | 『TRFリスペクトアイドルトリビュート!!』                                                    | |
| ケツメイシ                                                                                   | 2013年3月13日  | TRF TRIBUTE ALBUM BEST                                                                     | |
| DJ COO（森久保祥太郎）                                                                       | 2014年4月23日  | 『プリティーリズム・レインボーライブ プリズム☆ミュージックコレクション』                   | 「EZ DO DANCE -DJ.COO ver.-」 テレビアニメ『プリティーリズム・レインボーライブ』挿入歌                                          |
| VENUS（Sota Fujimori & DJ YOSHITAKA）                                                        | -              | -                                                                                          | ゲーム『REFLEC BEAT groovin'!! Upper』収録曲                                                                                    |
| 仁科カヅキ（増田俊樹） VS 大和アレクサンダー（武内駿輔）                                     | 2016年4月27日  | 『劇場版 KING OF PRISM by PrettyRhythm Song&Soundtrack』                                   | 「EZ DO DANCE -K.O.P. REMIX-」 劇場アニメ『KING OF PRISM by PrettyRhythm』挿入歌                                                |
| 大和アレクサンダー（武内駿輔）                                                               | 2016年8月31日  | 『KING OF PRISM Music Ready Sparking!』アニミュゥモ限定購入特典CD                          | 「EZ DO DANCE -K.O.P. REMIX-」                                                                                                  |
| 8princess                                                                                    | 2016年10月15日 | 『EXA IDOL COMPLEX〜Super duper!』                                                         | |
| オープニングシスターズ                                                                       | 2017年9月18日  | 『一生前座』                                                                               | 解散ライブ時の配布CDにメドレーとして収録                                                                                        |
| 香賀美タイガ（畠中祐） VS 大和アレクサンダー（武内駿輔）                                     | 2017年9月27日  | 『KING OF PRISM -PRIDE the HERO- Song&Soundtrack』                                         | 「EZ DO DANCE -THUNDER STORM ver.-」 劇場アニメ『KING OF PRISM -PRIDE the HERO-』挿入歌                                         |
| 香賀美タイガ（畠中祐）                                                                       | 2017年9月27日  | 『KING OF PRISM -PRIDE the HERO- Song&Soundtrack』アニミュゥモ限定購入特典CD               | 「EZ DO DANCE -THUNDER STORM ver.-」                                                                                            |
| 仁科カヅキ（大見拓土）、大和アレクサンダー（spi）                                            | 2018年3月23日  | 『舞台 KING OF PRISM -Over the Sunshine!- Prism Song Album』                               | 舞台『KING OF PRISM -Over the Sunshine!-』劇中歌                                                                                |
| 片桐早苗（和氣あず未）、結城晴（小市眞琴）、三村かな子（大坪由佳）                           | 2020年4月15日  | 『THE IDOLM@STER CINDERELLA GIRLS STARLIGHT MASTER 38 Fascinate』                          | ゲーム『アイドルマスター シンデレラガールズ スターライトステージ』収録曲                                                        |
| Lynx Eyes（姫神紗乃 〈Raychell〉、高尾灯佳〈梅村妃奈子〉）                                   | 2022年1月5日   | 『#ALL_FRIENDS』                                                                           | ゲーム『D4DJ Groovy Mix』収録曲                                                                                                 |
| T字路s                                                                                       |                |                                                                                            | テレビドラマ『だが、情熱はある』挿入歌                                                                                          |
| 香賀美タイガ（畠中祐）&十王院カケル（八代拓） VS 大江戸シンヤ（河合健太郎）&マリオ（橘龍丸） | 2025年8月20日  | 『『KING OF PRISM-Your Endless Call-み〜んなきらめけ！プリズム☆ツアーズ』Song Collection』 | 「EZ DO DANCE -Hell's Gods' Star ver.-」 劇場アニメ『KING OF PRISM-Your Endless Call-み〜んなきらめけ!プリズム☆ツアーズ』挿入歌 |

なお、1998年に発売された全日本GT選手権を題材としたレースゲーム『JGTC -ALL JAPAN GRAND TOURING CAR CHAMPIONSHIP-』のレースBGMとしても収録されている（インストゥルメンタル）。